# Sarratt
Sarratt – wieś w Anglii, w hrabstwie Hertfordshire, w dystrykcie Three Rivers. Leży 31 km na południowy zachód od miasta Hertford i 32 km na północny zachód od centrum Londynu. W 2001 miejscowość liczyła 924 mieszkańców.

## W literaturze i w mediach
W niektórych wczesnych powieściach Johna le Carré, w Sarratt mieściła się fikcyjna szkoła treningowa dla agentów oraz centrum przesłuchań brytyjskiego wywiadu zagranicznego, często niepoprawnie nazywanego MI6. Le Carré oraz były pułkownik KGB, Michaił Lubimow, włączyli swoje opowiadania do tomu Sarratt and the Draper of Watford, książki wydanej przez Village Books w 1999 w celu zebrania pieniędzy na lokalne cele charytatywne.
W Sarratt zlokalizowano kilka produkcji telewizyjnych oraz filmowych, m.in.:
- Morderstwo najgorszego sortu' (Murder most foul film z 1994) - w roli głównej Margaret Rutherford jako Miss Marple
- Cztery wesela i pogrzeb (film z 1994) - kościół w Sarratt posłużył jako plan filmowy
- The Demon Headmaster (serial BBC TV) - drugi sezon serialu obyczajowego dla dzieci
- Just William (serial BBC TV) - produkcja serialu obyczajowego dla dzieci